# Houk Municipality
Houk Municipality är en kommun i Mikronesiska federationen.   Den ligger i delstaten Chuuk, i den västra delen av landet, 1 000 km väster om huvudstaden Palikir. Antalet invånare är 451. Befolkningen bor i byn Houk Village på ön Houk Island.